# 阿部正晴
阿部 正晴（あべ まさはる）は、江戸時代中期の旗本。忍藩主阿部正武の三男。息子の正允が阿部正喬の養嗣子となった。
宝永元年（1704年）10月29日、父の遺領から武蔵国埼玉・男衾・秩父郡のうち新墾田5000石を分与され、寄合に列する。享保元年12月18日（1717年）、中奥小姓となり、享保3年12月18日（1719年）、従五位下・讃岐守に叙任された。享保15年（1730年）7月12日、27歳で死去した。息子の正允は前述したように正喬の養嗣子となり、三男の正韶は阿部正府の養嗣子となったため遺領は収公された。